# Прогресивний рок
Прогресивний рок (англ. progressive rock, тобто Передовий рок, інші варіанти назви рок-прогресив, прог-рок, також скорочено prog rock) — напрямок рок-музики, що з'явився на рубежі 1960-х — 1970-х років, головним чином від психоделічного року, а зрештою — як результат експериментів з електронними інструментами, джаз-рок ф'южн та академічною музикою.
Основною характерною рисою і тенденцією є більша складність композицій у порівнянні з типовими для рок-музики куплетами, приспівами, аранжування прог-року включають доробки класичної, джазової, етнічної музики і навіть авангарду. Тексти (якщо це вокальна музика) — більш концептуальні або фантастичні.
Деякі прогресивні рок-гурти в своїх пошуках настільки далеко відійшли від традиційного року, що їх музика не розглядається як рок взагалі, а доречнішим вважається ширший термін — «прогресивна музика».
Прогресивний рок досяг максимуму своєї популярності в 1970-х роках і продовжує своє існування як різновид популярної музики до сьогодення. Термін найбільшою мірою вживають для окреслення творчості таких гуртів як King Crimson, Yes, Pink Floyd та Emerson, Lake and Palmer (ELP), які вважаються типовими представниками напрямку — але також до прогресивного року можна віднести творчість відомих гуртів Jethro Tull, Genesis, Gentle Giant та Rush.
За стилістикою та довжиною композицій прогресивний рок є більше орієнтованим на альбоми, ніж на окремі сингли, тому ці композиції рідко попадають в топ-списки синглів.

## Музичні особливості
Найбільш визначною характеристикою прогресивного року є ускладнення музичної форми — порівняно з «класичним» роком 1960-х років, а також хард-роком, хард-енд-хеві та рокабілі наступних періодів.
Композиції прогресивного року нерідко тяжіють до циклічних форм академічної музики і можуть складатися з кількох «самостійних» частин (" Shine On You Crazy Diamond " складається з дев'яти частин, " Tubular Bells " Майка Олдфілда містить сімнадцять оригінальних музичних тем, що плавно змінюють один одного протягом 50 хвилин твору, а сингл «Soon» групи Yes — насправді п'ятихвилинна вирізка з «The Gates of Delirium») і тривати понад 20 хвилин. Фактично, довжина композиції у прог-року обмежена лише фізичним носієм. У 70-ті довжина однієї сторони стандартного LP того часу(англ.) була ~22.5 хвилини, відповідно, приблизно такої довжини міг бути «епік» (наприклад, " Lizard " (23:15) або " Echoes " (23:31)). Пізніше з'явились композиції, що повністю займають компакт-диск (наприклад, альбом The Sacrilege of Fatal Arms групи Devil Doll складається з однієї композиції завдовжки 79 хвилин). В деяких випадках форма композицій визначається літературним першоджерелом. Вони об'єднуються у т. зв. Концептуальні альбоми, о яких додаються докладні буклети та плакати, що пояснюють концепцію. Класичними прикладами є альбоми The Lamb Lies Down on Broadway Genesis і The Wall Pink Floyd. .
Ускладнення музичних форм супроводжується використанням нетрадиційних для року мелодичних, гармонічних, ритмічних і навіть тембральних рішень.
В композиціях прог-року часто використовують складні та змінні музичні розміри, а також поліритмія. Прикладом останньої є пісня «Thela Hun Ginjeet» гурту King Crimson, що містить фрагменти, в яких одні учасники гурту грають на 7/8, а інші, одночасно, на 4/4).
Розширення тембральної палітри досягається особливою увагою до студійної обробки звуку, вивчення нових можливостей інструментів та залучення не властивих рок-музиці інструментів. Так, виконавці краут-року більшою мірою вивчали можливості гітари, натомість Кіт Емерсон та Popol Vuh - клавішних. Гурт Pink Floyd наприкінці 1960-х років починає використовувати об'ємний звук.

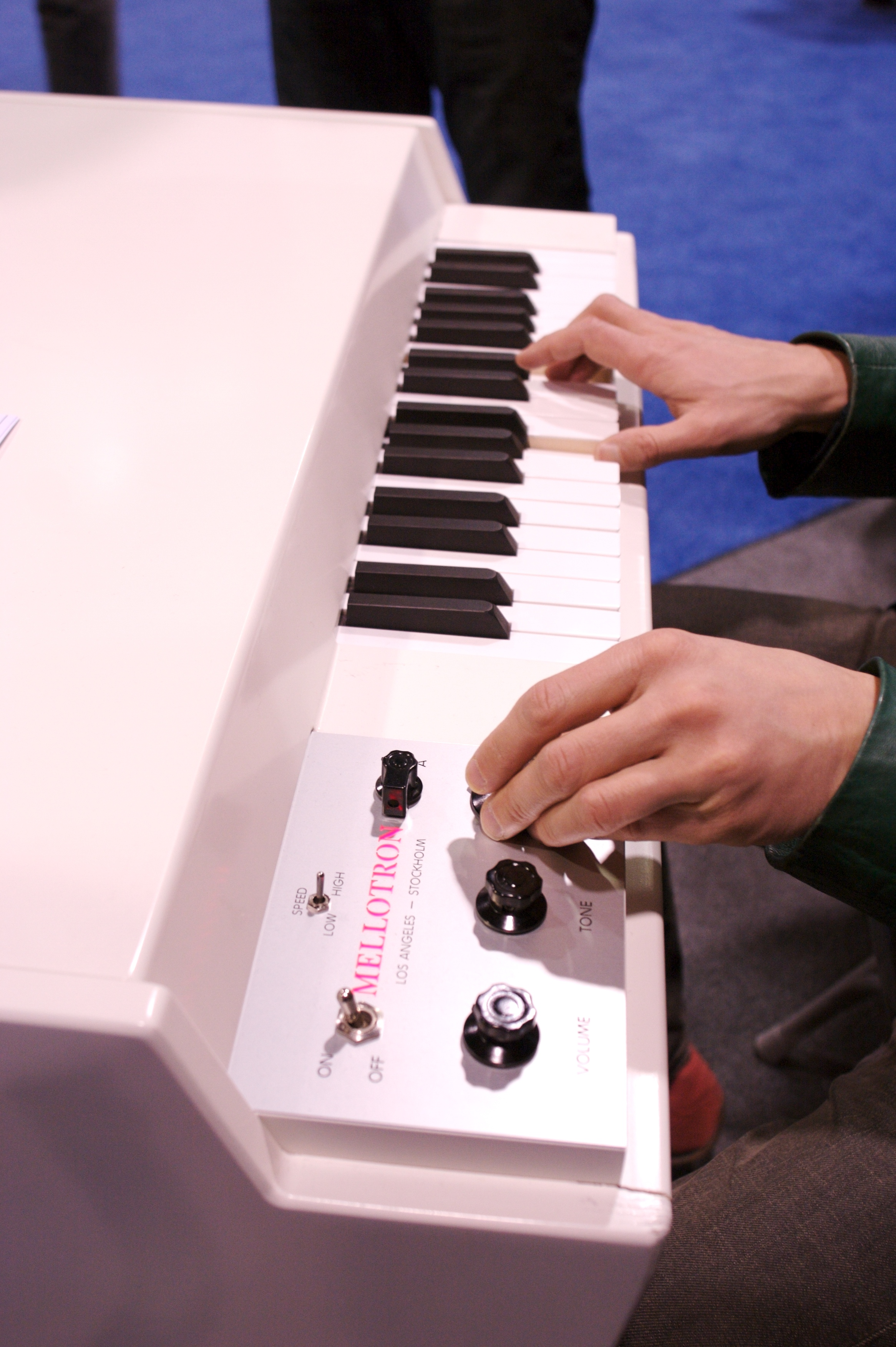
Мелотрон — цей електронний інструмент широко використовували для прогресивного року

Технологічний прогрес також був важливим елементом прогресивного року, особливо що стосувалося електроніки. Наприклад, клавішний інструмент мелотрон, сконструйований на початку 1960-х років, став знаковим у звучанні таких груп, як The Moody Blues, King Crimson та Genesis. Пізніше синтезатори розвивались у тіснішій співпраці з такими музикантами, як Emerson, Lake and Palmer, Yes, Premiata Forneria Marconi і т. д. ELP барабанщик Карл Палмер використовував електроніку, щоб «синтезувати» свої барабани. Іноді ці тенденції розглядаються як витоки напрямку Техно. Нерідко застосовуються і шумові ефекти (іноді подібно до конкретної музики), наприклад, на початку «Speak To Me» гурту Pink Floyd) або в альбомі «Amarok» Майка Олдфілда.
Запозичуються і інструментарій симфонічного оркестру. Так, Ієн Андерсон використовував як сольний інструмент флейту. Окремий різновид прогресивного року, що отримав назву симфо-рок, залучав до виконання композицій оркестри і хори (наприклад, в альбомі «Time and a Word» групи Yes, або у групи Renaissance). Деякі рок-музиканти звертались до класичної музики через виконання її у вигляді обробок та інтерпретацій.

## Прогресивний рок і синтез мистецтв

### Рок-опери
Саме прогресивний рок став тим напрямком, всередині якого з'явився жанр рок-опери.
Прогресив-рокові гурти часто використовували концептуальні альбоми, в яких одна тема або сюжетна лінія проходила через весь альбом або навіть серію альбомів. Такі альбоми і отримали назву рок-опери. Засновником цього жанру вважається гітаристі Піт Таунсенд, лідер групи The Who, який випустив у 1969 році альбом «Томмі», означений як «рок-опера». Пізніше шедеври цього жанру створили композитор Ендрю Ллойд Уебер («Jesus Christ Superstar» (1970), Pink Floyd ("The Wall) та інші. Жанр рок-опери знайшов себе і в радянській музиці — значну популярність рок-опери О.Рибнікова «Юнона и Авось» та «Звезда и смерть Хоакина Мурьеты». Багато рок-опер були покладені в основу фільмів.

### Прогресивний рок і поезія
Прогресивний рок часто звертається до поезії концептуальної або фантастичної тематики. Музичні засоби виразності при цьому покликані підкреслити емоційний зміст поетичного тексту. Деякі композиції використовують лейтмотиви — мелодичні фрагменти, що асоціюються з певним персонажем або характером (наприклад пісня «Harold the Barrel» гурту Genesis).

### Прогресивний рок і образотворче мистецтво
Також рок-гурти естетично поєднували музичні елементи з елементами образотворчого мистецтва, що знайшло своє втілення в оформленні обкладинок альбомів (т.зв. album art). Цю традицію започаткували альбом Sgt. Pepper's Lonely Hearts Club Band групи The Beatles. Деякі групи були знані як завдяки своєму звуку, так і завдяки візуальним образам Широку славу здобули такі дизайнери, як, наприклад, Рожер Ден що співпрацював з гуртом Yes та Storm Thorgerson і його студія Hipgnosis, що співпрацював з Pink Floyd.

## Історія
У 1966 році рівень взаємовпливу між британськими та американськими рок-музикантами різко підвищився завдяки таким творчості гуртів Beatles, Beach Boys і Byrds, у якій поєднались елементи культивованої музики з народними традиціями року.  Прогресивний рок був оснований на «прогресивних» поп-групах 1960-х років, які поєднували рок-н-рол з різноманітними іншими музичними стилями, такими як індійські раги, східні мелодії та григоріанські співи, як-от «Бітлз» і The Yardbirds.  У 1967 році Пол Маккартні сказав: «Нам [групі] стало трохи нудно з 12 тактами весь час, тому ми спробували зайнятися чимось іншим. Потім з'явилися Ділан, The Who і Beach Boys… Ми всі намагались робити щось одне й те саме».  Рок-музика почала сприймати себе серйозно, подібно до попередніх спроб у джазі, де свінг поступився місцем бопу, що не мав успіху в аудиторії. У цей період популярна пісня почала сигналізувати про нові можливі засоби вираження, які вийшли за межі трихвилинної пісні про кохання, що призвело до перетину між «андеграундом» і «істеблішментом» для слухачів.  
Хегарті та Хеллівелл вважають, що The Beatles, Beach Boys, Doors, Pretty Things, Zombies, Byrds, Grateful Dead і Pink Floyd є «не просто попередниками прогресивного року, але суттєвим розвитком прогресивності на його початку».  За словами музикознавця Волтера Еверетта, «експериментальні тембри, ритми, тональні структури та поетичні тексти» в альбомах The Beatles Rubber Soul (1965) та Revolver (1966) «заохочували легіон молодих гуртів, які мали створити прогресивний рок початку 1970-х».  Поезія Ділана, альбом The Mothers of Invention Freak Out! (1966) і Sgt.Pepper's Lonely Hearts Club Band (1967) відіграли важливу роль у розвитку прогресивного року. Продюсерська діяльність Філа Спектора мала вирішальне значення відтоді, як музиканти почали використовувати студію звукозапису для створення музики, яку неможливо було би створити вживу. Те саме  стосується альбому Pet Sounds гурту Beach Boys' (1966), який Браян Вілсон задумав як відповідь на Rubber Soul і який, у свою чергу, вплинув на Beatles, коли вони створили Sgt. Pepper.  
Ділан вніс літературний елемент у рок через своє захоплення сюрреалістами та французькими символістами та занурення в мистецьку сцену Нью-Йорка початку 1960-х років.  Бажання рок-гуртів звертатися до літературних першоджерел, як Doors, Steppenwolf та Ides of March, була ще однією ознакою того, що рок-музика узгоджується з високою культурою. Ділан також лідирував у поєднанні року та народної музики. Так виникли фолк-рок групи, такі як Byrds, які базували свій початковий звук на звучанні Beatles. У свою чергу, вокальні гармонії Byrds надихнули Yes  та британські фолк-рок- гурти, такі як Fairport Convention, які робили акцент на інструментальній віртуозності. Значним став досвід гуртів Incredible String Band і Shirley та Dolly Collins, які залучали до своєї творчості музичні інструменти народів світу та старовинної музики.
Pet Sounds і Sgt. Pepper, з їхньою цілісністю текстів, розширеною структурою, складністю, еклектизмом, експериментальністю та впливом класичної музики, розглядаються як початок прогресивного року   і як поворотні моменти, коли рок, який раніше вважалася танцювальною музикою, став музикою, створеною для прослуховування.  Між Pet Sounds і Sgt. Pepper, Beach Boys випустили сингл «Good Vibrations» (1966), який Дерек Тейлор, піарник групи, назвав «кишеньковою симфонією». Пісня містила еклектичний набір екзотичних інструментів і складний тональний план.  Скотт Інтерранте з Popmatters писав, що його вплив на прогресивний рок і психоделічний рух «неможливо переоцінити».. 
Хоча альбому Sgt. Pepper передували кілька альбомів, які почали долати межу між «одноразовою» поп-музикою та «серйозним» роком, саме цей альбом дав «комерційний» голос альтернативній молодіжній культурі  і ознаменував точку, на якій запис LP виник як творчий формат, важливість якого була рівною або більшою, ніж у синглу.  Білл Бруфорд, ветеран кількох прогресивних рок-гуртів, сказав, що Sgt. Pepperзмінив як уявлення музикантів про межі можливого, так і уявлення аудиторії про межі прийнятного.  Він вважав, що «якби не The Beatles або хтось інший, хто зробив те, що зробили „Бітли“, не було б прогресивного року».  Після Sgt. Pepper, такі журнали, як Melody Maker, провели різку межу між «поп» і «рок», таким чином усунувши «рол» від «рок-н-ролу» (який зараз відноситься до стилю 1950-х років). Відтак, «роковими» надалі вважали тих, хто творив в авангарді музичних форм, далеких від «радіодружніх» стандартів.

#### Прото-прог і психоделія
Згідно з AllMusic: «Прог-рок почав виникати на британській психоделічній сцені в 1967 році, зокрема, вид класичного/симфонічного року на чолі з Nice, Procol Harum і Moody Blues (Days of Future Passed)». Доступність нового доступного звукозаписувального обладнання збіглася з появою лондонського андеграунду, де широко використовували психоделічний наркотик ЛСД. Pink Floyd і Soft Machine на постійній основі виступали на вечірніх заходах у клубах Middle Earth і UFO Club, де вони експериментували зі звуковими текстурами та довгими піснями.   Багатьом психоделічним, фолк-роковим і раннім прогресивним групам допоміг вплив ді-джея BBC Radio 1 Джона Піла.  Джимі Хендрікс, який став відомим на лондонській сцені та записувався з групою англійських музикантів, започаткував тенденцію до гітарної віртуозності та ексцентричності в рок-музиці.  Шотландський гурт 1-2-3, пізніше перейменований на Clouds, був створений у 1966 році та почав виступати в лондонських клубах через рік.
Виконавці симфонічного року наприкінці 1960-х мали певний успіх у чартах, зокрема сингли «Nights in White Satin» (the Moody Blues, 1967) і «A Whiter Shade of Pale» (Procol Harum, 1967). Популярність симфо-року ствердилась із випуском альбому Days of Future Passed гурту The Moody Blues у співпраці з Лондонським фестивальним оркестром.  Деякі музиканти безпосередньо звертались до творів класичної музики, запозичуючи їх елементи, наприклад «Beck's Bolero» Джеффа Бека та частини Ars Longa Vita Brevis Ніцци. Це переважно інструментальні композиції. Натомість альбоми Sgt. Pepper's і Days демонструють тенденцію до пісенних циклів і багаточастинних сюїт.
Гурт Focus у своїх пізніших рокових рифах натомість використовував джазові акорди та нерегулярний ритм у грі на барабанах. З'явилося кілька гуртів, які використовували валторни у джазовому стилі, зокрема Blood, Sweat & Tears і Chicago.  Впливи джазу проявилися в музиці британських гуртів, таких як Traffic, Colosseum і If, разом із кентерберійськими гуртами, такими як Soft Machine і Caravan. 
Термін «прогресивний рок», який з'явився в примітках до дебютного альбому гурту Caravan 1968 року, став застосовуватися до інших гуртів, що розширювали стилістичні рамки рок-музики.   Зразками повністю сформованого раннього прогресивного року стали альбом гурту King Crimson In the Court of the Crimson King (1969) і однойменний дебютний альбом Yes (1969).  

### 1970–1980-ті роки
Найбільше визнання у напрямі прогресивний рок отримали альбоми 1971—1976 років.  Jethro Tull, ELP, Rush, Yes і Pink Floyd стали авторами чотирьох альбомів, що посідали перше місце в чартах США, а шістнадцять їхніх альбомів потрапляли до першої десятки. Альбом «Трубчасті дзвони» Майка Олдфілда (1973), уривок з якого був використаний як тема для фільму «Екзорцист», було продано накладом 16 мільйонів копій.
Прогресивний рок здебільшого залишився європейським, а особливо британським явищем. В Італії прогресивний рок з'явився у 1970-х роках  , в Югославії наприкінці 1960-х років і домінував до кінця 1970-х років. Небагато європейських груп досягли успіху за межами своїх країн, за винятком нідерландських гуртів, таких як Focus і Golden Earring, які писали музику з англомовними текстами, та італійських Le Orme і PFM, чиї тексти англійською мовою написали Пітер Хеммілл і Пітер Сінфілд відповідно.  Деякі європейські гурти грали в стилі, похідному від англійських гуртів.   У Німеччині стала в цей час розвивається krautrock, який згадується як частина прогресивного року, а інколи як цілком окреме явище.  Гурти Krautrock, такі як Can, до складу яких входили два учасники, які навчалися під керівництвом Карлхайнца Штокгаузена,  мали сильніший вплив академічної музики 20-го століття, ніж британські прогресивні рок-гурти, чий музичний словниковий запас більше схилявся до романтичної епохи. Багато з цих груп були дуже впливовими навіть серед гуртів, які мали невеликий ентузіазм щодо симфонічної різноманітності прогресивного року. 
В США прогресивний рок лишався менш відомим. Американські музиканти, як правило, походили з блюзового середовища, тоді як європейці, як правило, мали основу класичної музики.  Серед американських прогресивних рокерів — гурти Starcastle і Happy the Man, але вони лишались відомими лише в межах своїх регіонів. 
Одночасно афроамериканські популярні музиканти зазнали впливу концептуальних альбомів прогресивного року. Серед музикантів, що зазнали такого впливу — Слай Стоун, Стіві Вандер, Марвін Гей, Кертіс Мейфілд і Джордж Клінтон.  Зокрема, Домінік Максвелл із The Times характеризує альбоми С.Вандера середини 1970-х років як «прог-соул найвищого рівня, що просуває форму, але завжди щирий, амбітний та приємний для слухання».

#### Занепад
Політичні та соціальні тенденції кінця 1970-х відійшли від поглядів хіпі початку 1970-х, які призвели до розвитку та популярності жанру. Зростання панк-цинізму зробило немодними утопічні ідеали, виражені в текстах прогресивного року.  Віртуозність була відкинута, оскільки витрати на придбання якісних інструментів і витрати часу на навчання гри на них вважалися перешкодою для енергії та безпосередності рок-музики. Відбулися також зміни в музичній індустрії — компанії звукозапису зникли та об'єдналися у великі медіаконгломерати, що не були зацікавлені у просуванні та розвиткові експериментальної музики, натомість зосереджували свою увагу на нарощуванні прибутку.

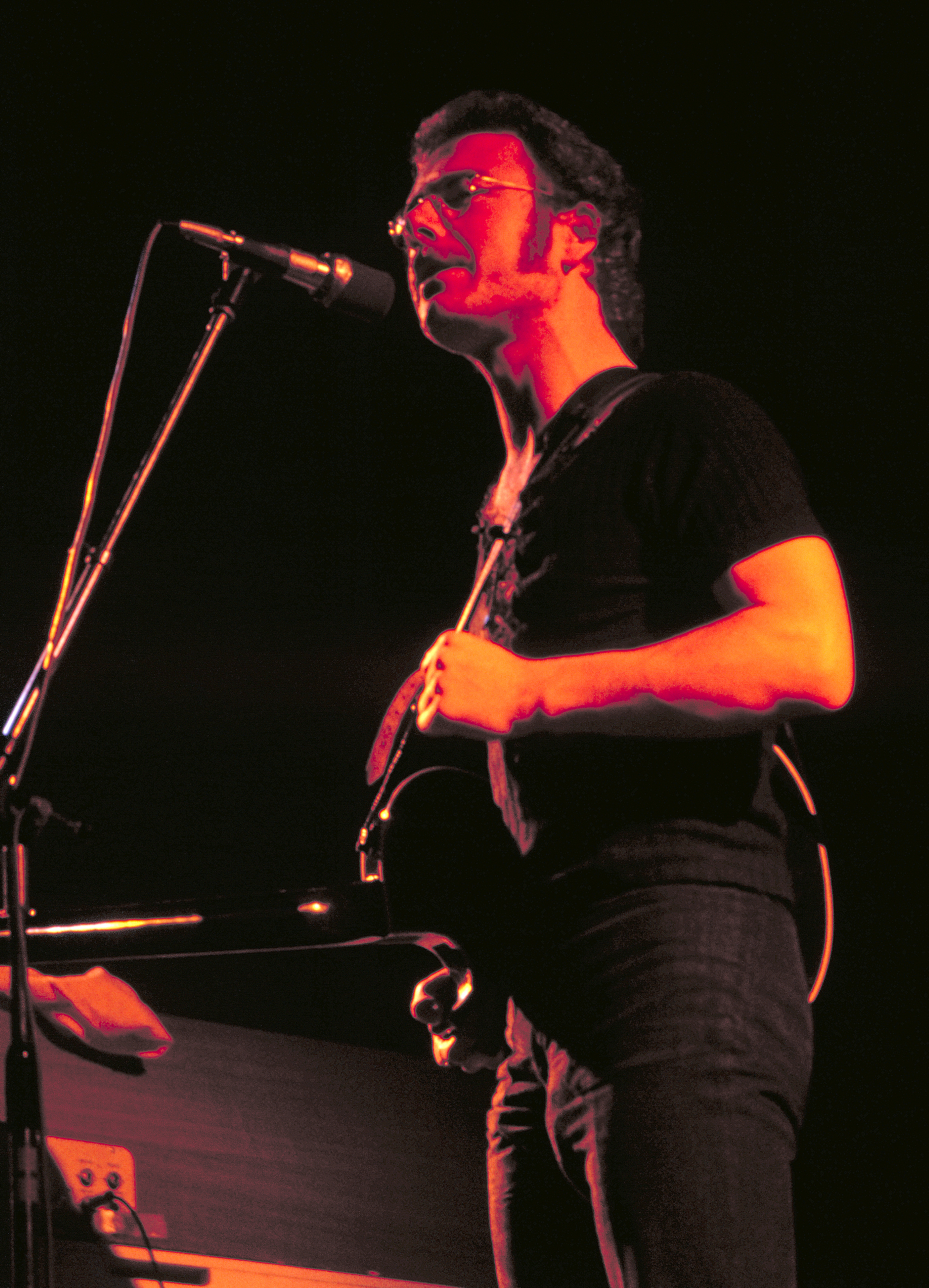
Роберт Фріпп з King Crimson вважав, що прог-рух «трагічно збився з курсу».

Чотири найуспішніші гурти прогресивного року — King Crimson, Yes, ELP і Genesis — зробили перерву або зазнали серйозних кадрових змін у середині 1970-х років.  Макан вважає, що розпад King Crimson у вересні 1974 року є особливо показовим, на його думку «всі англійські групи цього напряму повинні були припинити існування».  Більшість гуртів, у тому числі Van der Graaf Generator, Gentle Giant і UK, розпалися між 1978 і 1980 роками.  До середини 1970-х багато гуртів досягли межі того, наскільки вони могли експериментувати в рок-контексті, а шанувальники рок-музики втомилися від розгорнутих, епічних композицій. Звуки Органа Хаммонда, Мінімуга і Мелотрона вже не були новинкою, і сприймалися як кліше. Групи, які продовжували записуватись, часто спрощували своє звучання.  На думку Роберта Фріппа, щойно «прогресивний рок» перестав відкривати нове поле, перетворившись на набір повторюваних і наслідуваних умовностей, як основа напряму перестала бути «прогресивною». 

#### Нео-прогресивний рок
Друга хвиля  гуртів прогресивного року з'явилася на початку 1980-х років і була названа як "неопрогресивний рок". Це переважно клавішні гурти, що грали композиції зі складною музичною та текстовою структурою.  Деякі з них співпрацювали з великими студіями звукозапису, включаючи Marillion, IQ, Pendragon і Pallas. Більшість провідних виконавців цього напряму випустили дебютні альбоми між 1983 і 1985 роками та мали одного менеджера, Кіта Гудвіна, публіциста, який відіграв важливу роль у просуванні прогресивного року в 1970-х роках.  Гурти попереднього десятиліття мали перевагу в тому, що з'являлися під час помітного контркультурного руху, який забезпечив їм велику потенційну аудиторію, тоді як нео-прогресивні гурти були обмежені відносно нішевою демографічною групою, і їм було важко залучити послідовників.
Неопрогресивні гурти, як правило, відштовхувались від творчості Пітера Габріеля та гурту Genesis. На них також вплинули фанк, хард-рок і панк-рок.  Найуспішніша група цього напрямку, Marillion, зазнала звинувачень у схожості з Genesis, хоча вони дотримувались іншого вокального стилю, включали більше елементів хард-року  і перебували під великим впливом груп, зокрема Camel і Pink Floyd. Автори Пол Хегарті та Мартін Халлівел зазначили, що неопрогресивні гурти не стільки плагіатували прогресивний рок, скільки створювали новий стиль з елементів прогресивного року, так само як гурти 1970-х творили новий стиль із джазу та класичних елементів.  Едвард Макан натомість, вважає що ці гурти були принаймні частково мотивовані ностальгічним бажанням зберегти минулий стиль, а не прагненням до інновацій. 

### 1990–2000-ті роки
Третя хвиля прогресивних рок-гуртів, які також можна описати як друге покоління нео-прогресивних гуртів , виникла в 1990-х роках. Щоправда, вживання терміну «прогресивний» для опису груп, які орієнтуються на стилі двадцятирічної давнини виглядає таким, що суперечить духу експериментування та прогресу.   Цим новим групам частково допомогла наявність студій звукозапису на персональних комп'ютерах, що зменшило витрати на виробництво альбомів, і Інтернет, що полегшило гуртам, які не належать до мейнстріму, охопити широку аудиторію.  У великих містах з'явилися магазини звукозаписів, що спеціалізуються на прогресивному року. 
Серед представників цього напряму — гурти Flower Kings, Spock's Beard і Glass Hammer. 

#### Прогресивний метал
Прогресивний рок і хеві-метал мають схожі часові рамки. Обидва вийшли з психоделії кінця 1960-х, досягли найбільшого успіху на початку 1970-х, незважаючи на відсутність радіоефіру та підтримки критиків, потім зникли в середині-кінці 1970-х і пережили відродження на початку 1980-х. У той час кожен музичний напрямок переживав занепад і фрагментацію стилів, і багато металевих гуртів, починаючи з нової хвилі британського хеві-металу — особливо Iron Maiden — і далі, зазнавали впливу прогресивного року.  Найзрілішими альбомами прогресивного металу вважаються Operation: Mindcrime гурту Queensrÿche (1988), Nothingface гурту Voivod (1989) та Images and Words гурту Dream Theater (1992). 
Елементи прогресивного року з'являються в інших течіях металу. Блек-метал є концептуальним за визначенням через його важливу тему заперечення цінностей християнства.  Його гортанний вокал іноді використовують гурти, які можна вважати прогресивними, такі як Mastodon, Mudvayne і Opeth.  Симфонічний метал є продовженням тенденції до симфо-року.  Прогресивний рок також послужив ключовим джерелом натхнення для таких течій, як пост-рок, пост-метал і авангардний метал, мат-рок, пауер-метал і неокласичний метал.

#### 2000-ті
Відродження прогресивного року 2000-х років отримало назву New prog. За словами Евана Серпіка з журналу Entertainment Weekly : ' «поряд із нещодавніми історіями успіху, такими як System of a Down, і такими перспективними, як Dillinger Escape Plan, Lightning Bolt, Coheed і Cambria, а також Mars Volta створюють неймовірно складну та винахідливу музику, яка звучить як важча, агресивніша версія гігантів 70-х, таких як Led Zeppelin і King Crimson».

### 2010-ті роки
У 2012 році британський журнал Prog започаткував нагороду Progressive Music Awards для відзначення та популяризації виконавців цього напряму. Проте лауреатів не запрошують виступати на церемонії нагородження, оскільки промоутери хочуть, щоб подія «тривала не три тижні». 

## Фестивалі
Багато відомих прогресивних рок-гуртів здобули популярність завдяки великим рок-фестивалям, які проводилися в Британії наприкінці 1960-х і на початку 1970-х років. King Crimson вперше виступили на безкоштовному концерті в Гайд-парку 1969 року перед натовпом, який нараховував приблизно 650 000 людей, на підтримку Rolling Stones.  Emerson, Lake & Palmer дебютували на фестивалі острова Вайт 1970 року.  Джетро Талл також був присутній на Ньюпортському джазовому фестивалі 1969 року, коли цей фестиваль запросив для виступу рок-гурти вперше. Hawkwind з'являлися на багатьох британських фестивалях протягом 1970-х років, навіть без запрошення, встановлюючи сцену на периферії події та граючи безкоштовно. 
Відновлення інтересу до прогресивного року в 1990-х спонукало до розвитку відповідних фестивалів.  ProgFest, організований Грегом Уокером і Девідом Оверстрітом у 1993 році, вперше відбувся в залі Каліфорнійського університету в Лос-Анджелесі. На початку 2000-х рр. CalProg проводився щорічно у Віттієрі, Каліфорнія. Північно-східний арт-рок-фестиваль, або NEARfest,  стартував у 1999 році у Віфлеємі, штат Пенсільванія, і проводив щорічні аншлагові концерти до NEARfest Apocalypse 2012 року, на якому виступали хедлайнери UK і Renaissance.  Серед інших фестивалів — ProgDay, Rites of Spring (Сарасота, штат Флорида), The Rogue Independent Music Festival (Атланті, Georgia) та інші.